# ایمبولگولا
ایمبولگولا (به لاتین: Imbulgolla) یک روستا مسکونی در سری‌لانکا است که در استان مرکزی (سری‌لانکا) واقع شده‌است.